# Roussy-le-Village
Pour les articles homonymes, voir Roussy.
Roussy-le-Village est une commune française située dans le département de la Moselle, en région Grand Est.

## Géographie

### Localisation

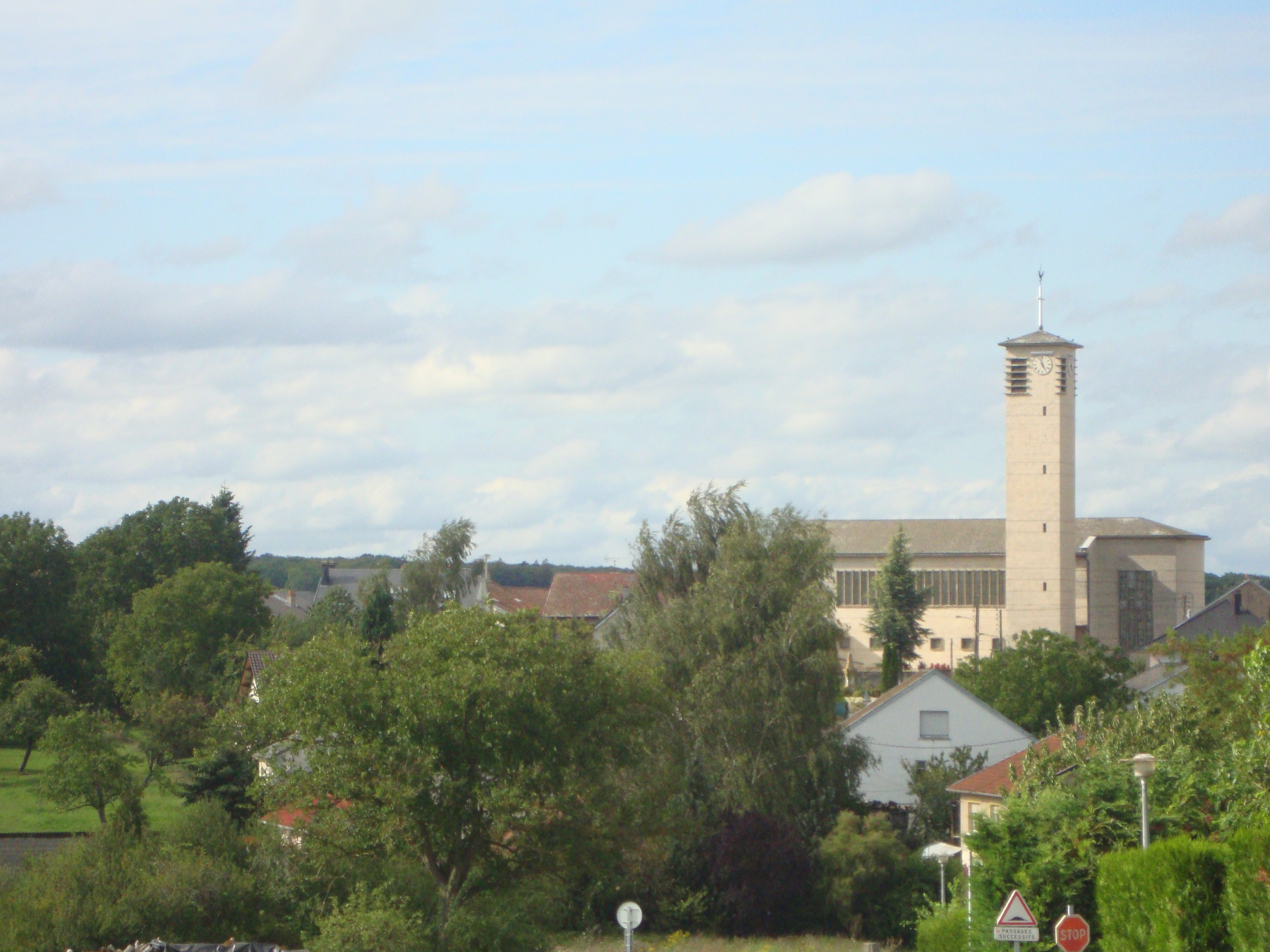
Vue sur le village, dominé par l'église Saint-Denis.

Roussy-le-Village est une commune de Lorraine située à 11 km à vol d'oiseau au nord de Thionville, 30 km à l'est de Longwy, à 4 km au sud de la frontière avec le Grand Duché du Luxembourg et 17 km de la ville de Luxembourg et 45 km au nord-ouest de Sarrelouis.
Située sur l'axe de la route nationale Hettange - Luxembourg, Roussy-le-Village constitue un lieu de passage de l'ancienne voie romaine Metz-Trèves.
Elle fait partie de l'aire d'attraction de Luxembourg (partie française), de la zone d'emploi de Thionville et du bassin de vie d'Hettange-Grande.

### Communes limitrophes
Les communes limitrophes sont  Basse-Rentgen, Boust, Breistroff-la-Grande, Hettange-Grande et Zoufftgen.
|                 | Basse-Rentgen     |                      |
| Zoufftgen       | Roussy-le-Village | Breistroff-la-Grande |
| Hettange-Grande | Boust             |                      |

### Géologie et relief
La superficie de la commune est de 12,50 km2 ; son altitude varie de 190  à   259 mètres.
La commune est partagée par une faille relativement étroite dans laquelle coule la rivière Boler.

### Hydrographie

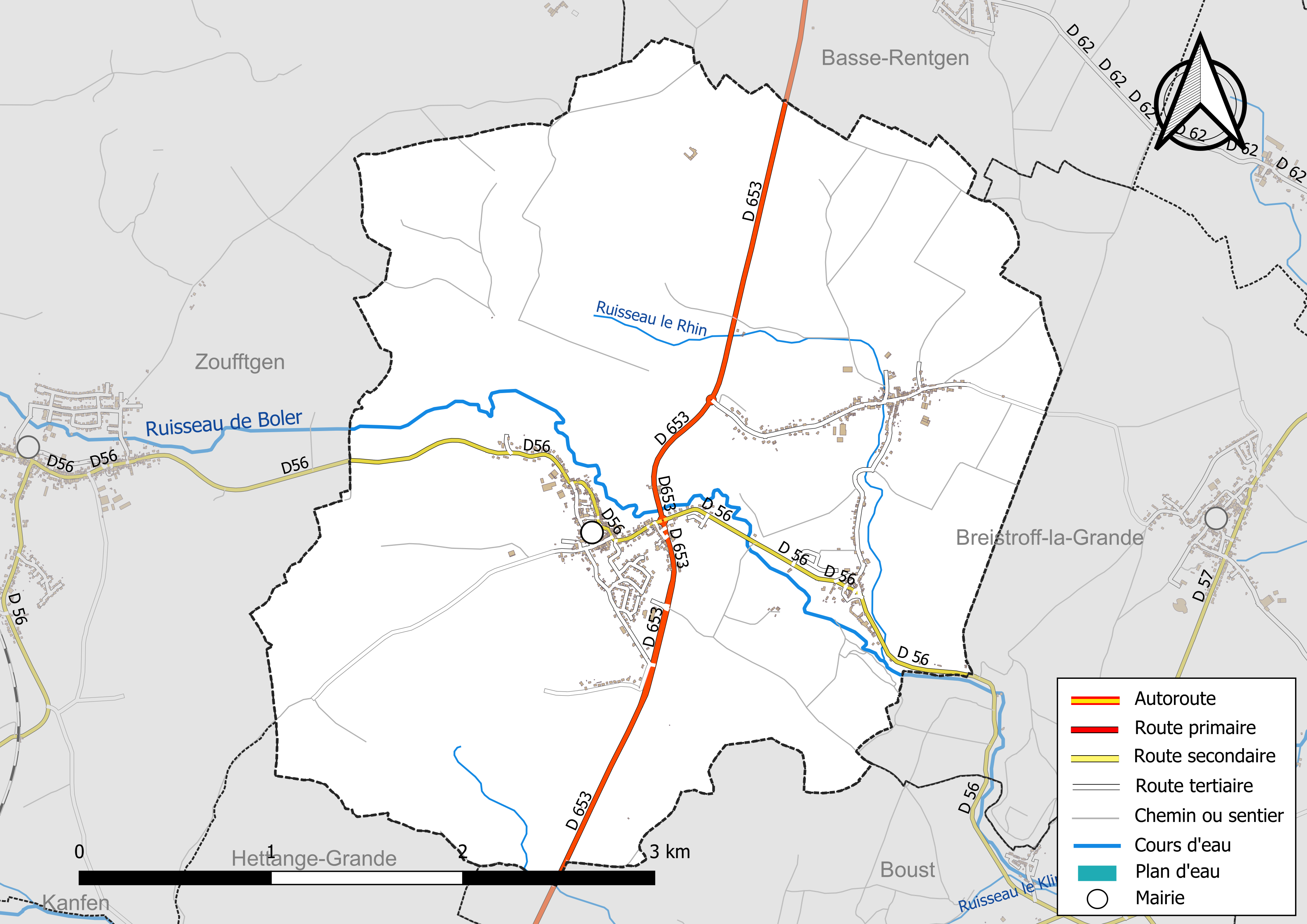
Réseaux hydrographique et routier de Roussy-le-Village.

La commune est située dans le bassin versant du Rhin au sein du bassin Rhin-Meuse. Elle est drainée par le ruisseau de Boler, le ruisseau le Klingenbach et le ruisseau le Rhin.
Le Boler, d'une longueur totale de 22,5 km, prend sa source dans la commune de Zoufftgen et se jette  dans la Moselle à Gavisse, après avoir traversé huit communes.
La qualité des eaux des principaux cours d’eau de la commune, notamment du ruisseau de Boler, peut être consultée sur un site dédié géré par les agences de l’eau et l’Agence française pour la biodiversité.

### Climat
Pour des articles plus généraux, voir Climat du Grand Est et Climat de la Moselle.
En 2010, le climat de la commune est de type climat de montagne, selon une étude du Centre national de la recherche scientifique s'appuyant sur une série de données couvrant la période 1971-2000. En 2020, Météo-France publie une typologie des climats de la France métropolitaine dans laquelle la commune est exposée à un climat semi-continental et est dans la région climatique Lorraine, plateau de Langres, Morvan, caractérisée par un hiver rude (1,5 °C), des vents modérés et des brouillards fréquents en automne et hiver.
Pour la période 1971-2000, la température annuelle moyenne est de 9,6 °C, avec une amplitude thermique annuelle de 16,3 °C. Le cumul annuel moyen de précipitations est de 852 mm, avec 12,7 jours de précipitations en janvier et 9 jours en juillet. Pour la période 1991-2020, la température moyenne annuelle observée sur la station météorologique de Météo-France la plus proche, « Malancourt », sur la commune d'Amnéville à 22 km à vol d'oiseau, est de 10,2 °C et le cumul annuel moyen de précipitations est de 884,1 mm. 
La température maximale relevée sur cette station est de 39,3 °C, atteinte le 25 juillet 2019 ; la température minimale est de −17,9 °C, atteinte le 5 janvier 1985,,.
Les paramètres climatiques de la commune ont été estimés pour le milieu du siècle (2041-2070) selon différents scénarios d'émission de gaz à effet de serre à partir des nouvelles projections climatiques de référence DRIAS-2020. Ils sont consultables sur un site dédié publié par Météo-France en novembre 2022.

## Urbanisme

### Typologie
Au 1er janvier 2024, Roussy-le-Village est catégorisée bourg rural, selon la nouvelle grille communale de densité à sept niveaux définie par l'Insee en 2022.
Elle est située hors unité urbaine. Par ailleurs la commune fait partie de l'aire d'attraction de Luxembourg (partie française), dont elle est une commune de la couronne,. Cette aire, qui regroupe 115 communes, est catégorisée dans les aires de 700 000 habitants ou plus (hors Paris),.

### Occupation des sols

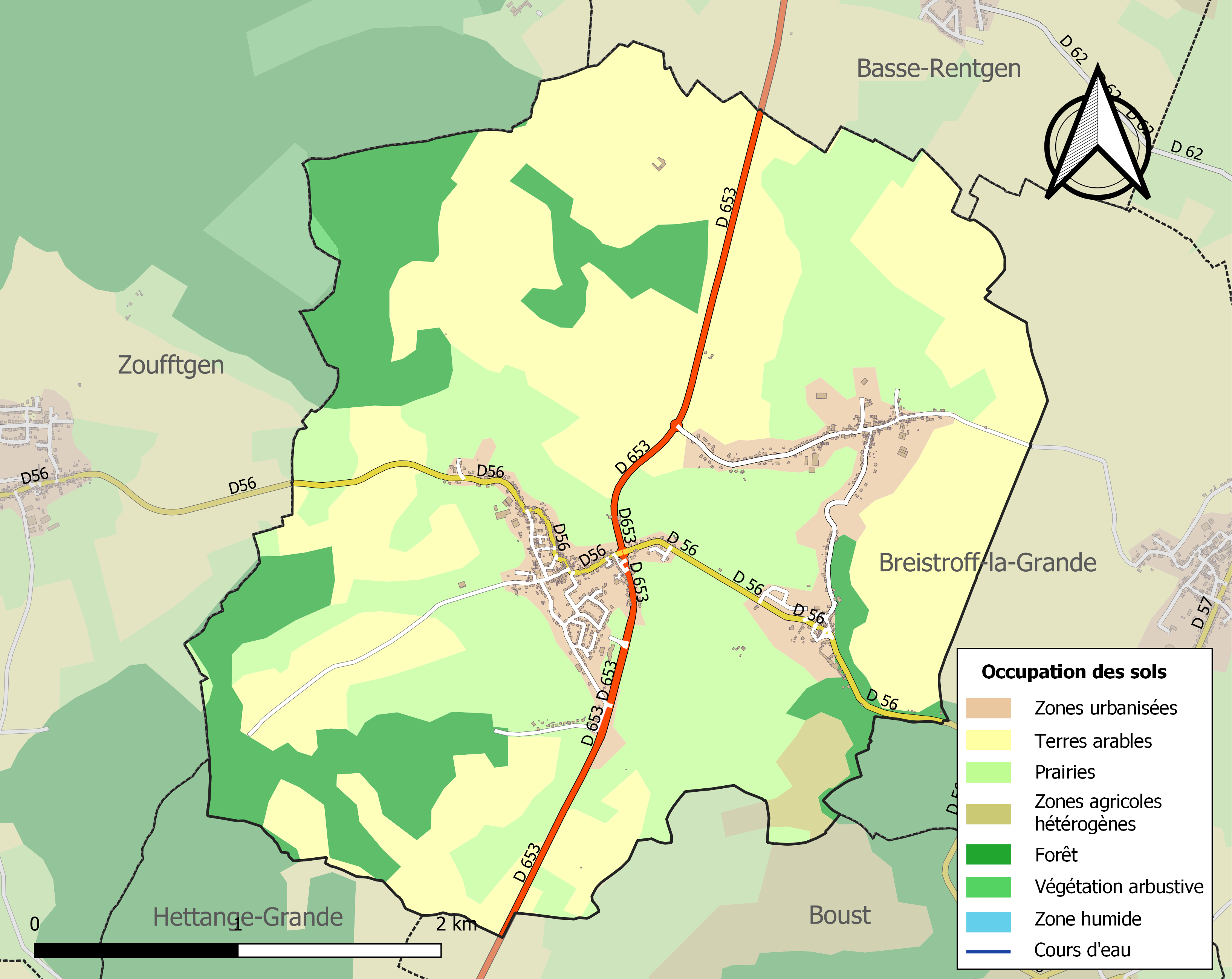
Carte des infrastructures et de l'occupation des sols de la commune en 2018 (CLC).

L'occupation des sols de la commune, telle qu'elle ressort de la base de données européenne d’occupation biophysique des sols Corine Land Cover (CLC), est marquée par l'importance des territoires agricoles (75,1 % en 2018), en diminution par rapport à 1990 (80,1 %). La répartition détaillée en 2018 est la suivante : 
terres arables (42,7 %), prairies (31,2 %), forêts (16,4 %), zones urbanisées (8,1 %), zones agricoles hétérogènes (1,2 %), milieux à végétation arbustive et/ou herbacée (0,3 %). L'évolution de l’occupation des sols de la commune et de ses infrastructures peut être observée sur les différentes représentations cartographiques du territoire : la carte de Cassini (XVIIIe siècle), la carte d'état-major (1820-1866) et les cartes ou photos aériennes de l'IGN pour la période actuelle (1950 à aujourd'hui).

### Lieux-dits, hameaux et écarts
La commune est composée de Roussy-le-Village et des hameaux de Saint-Paul, Roussy-le-Bourg, Dodenom et la ferme Sainte-Cécile.

### Habitat et logement
En 2020, le nombre total de logements dans la commune était de 613, alors qu'il était de 533 en 2015 et de 488 en 2010.
Parmi ces logements, 91 % étaient des résidences principales, 1,9 % des résidences secondaires et 7,2 % des logements vacants. Ces logements étaient pour 85,7 % d'entre eux des maisons individuelles et pour 14,1 % des appartements.
Le tableau ci-dessous présente la typologie des logements à Roussy-le-Village en 2020 en comparaison avec celle de la Moselle et de la France entière. Une caractéristique marquante du parc de logements est ainsi la faible proportion des résidences secondaires et logements occasionnels (1,9 %) par rapport au département (2,2 %) et à la France entière (9,7 %).
| Typologie                                               | Roussy-le-Village | Moselle | France entière |
| ------------------------------------------------------- | ----------------- | ------- | -------------- |
| Résidences principales (en %)                           | 91                | 88,6    | 82,1           |
| Résidences secondaires et logements occasionnels (en %) | 1,9               | 2,2     | 9,7            |
| Logements vacants (en %)                                | 7,2               | 9,2     | 8,2            |

### Voies de communication et transports
La commune est desservie par l'ancienne route nationale 53 qui la relie à Thionville et à Luxembourg.

## Toponymie
Roussy-le-Village :

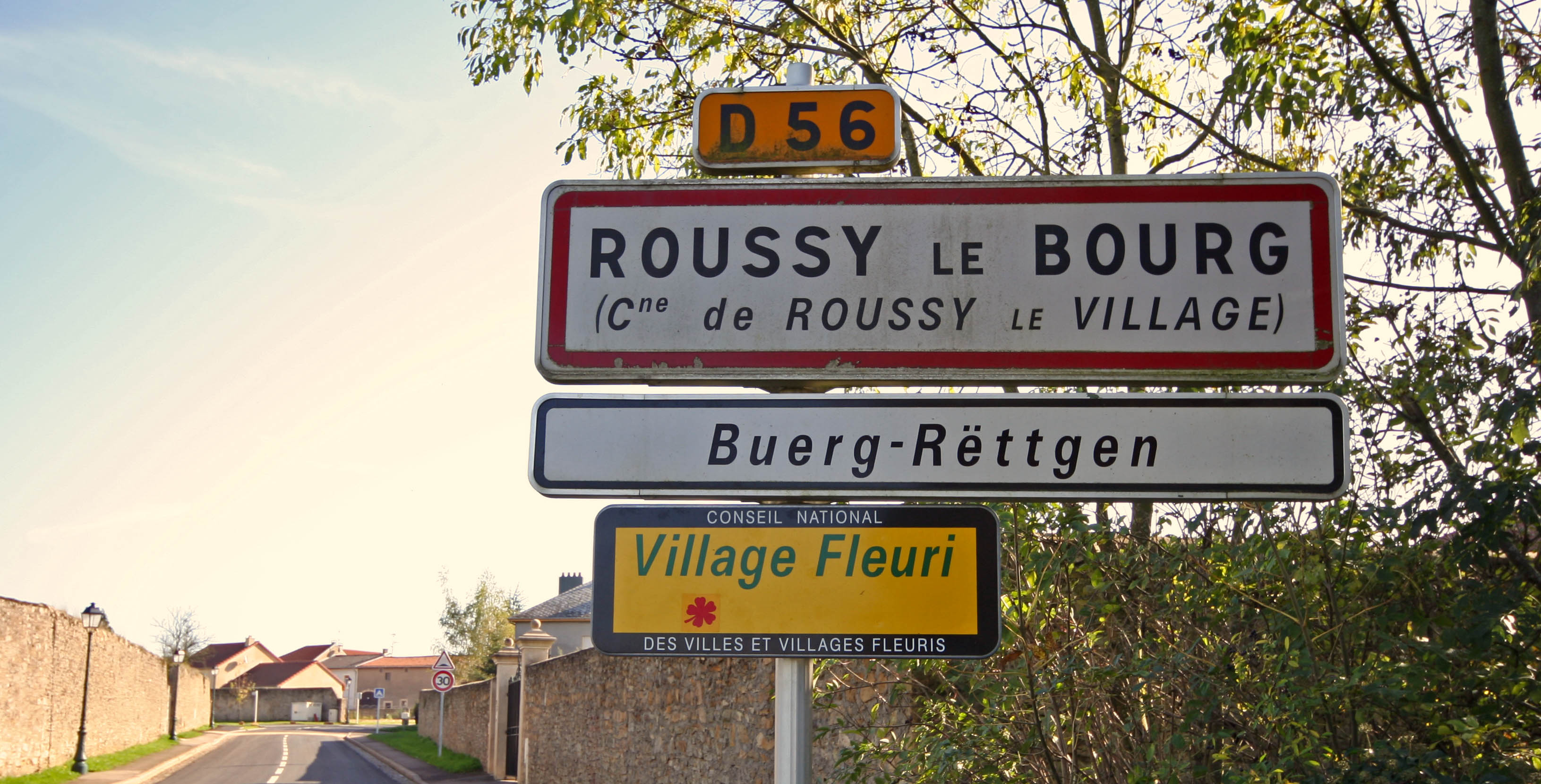

- Les deux Roussy pourraient selon certains avoir eu pour premier fondateur un seigneur franc du nom de Ruthger. Ruttgen (romanisé en Roussy) parait être une contraction de Ruthgeringen[14] (domaine de Ruthger).
- Il peut aussi s'agir de déboisement (Rodung en allemand) : les préfixes de type « rot » ou « rut » indiquent souvent un « Rodungsname », c'est-à-dire un nom allemand d'une localité qui a pratiqué le déboisement. Rodemack, à proximité, évoque aussi « Rodung ».
- Rozeium Castrum en 1092, Roussy le Village en 1793[1]. Rëttgen en francique luxembourgeois, Dorf-Rötgen[15] et Rüttgen en allemand.

Roussy-le-Bourg :
- Ruscheye (1036), Ruttiche (1097), Rutich (1106), Ruotiche (1131), Russy (1236), Rouscengen (1274), Kultich et Bourg-Kultrich (1606), Roucy (1674).
- Buerg-Rëttgen en francique luxembourgeois. Burg-Rötgen[15] en allemand.

Dodenom :
- Duodinhof et Duodenhofh (XIe siècle), Dudenhof (1150), Dodeuhoven (1793), Dodenhoven (1801).
- Duedenuewen et Doudenuewen en francique luxembourgeois, Dodenhofen[15] en allemand.

## Histoire

### Antiquité
Une borne milliaire trouvée sur la commune atteste du passage d'une voie romaine menant à Trêves. Elle indique la distance de 34 milles, soit 50 km environ. Cette borne au nom de l'empereur Domitien est conservée au Musée municipal de Thionville, dans la Tour aux Puces.

### Moyen Âge
En 1036, la terre de Roussy appartenait probablement tout entière à Adalberon, prévôt de l'église Saint-Paulin de Trèves, qui était le fils de Sigefroy, fondateur de Luxembourg.
Vers 1236, Roussy fut partagé, son vaste territoire devint la propriété pour la plus grande partie de la comtesse Ermesinde, qui destina cette terre comme part d'héritage de l'un de ses descendants. C'est cette part qui fut nommée plus tard le comté de Roussy ; une autre partie de la même terre parait être demeurée en la possession d'un membre de l'ancienne famille de Roussy, ce fut cette part qui continua de porter le nom de seigneurie de Roussy.
Devint en 1287 un apanage de la branche de Luxembourg-Ligny, puis passa ensuite au seigneur de Rodemack en 1471.

### Temps modernes
Occupée par la France en 1680, Roussy devint Française en 1769.

### Révolution française et Empire
Après la Révolution, l'Assemblée constituante réorganise la France : c'est la fin officielle du comté et de la seigneurie de Roussy.
Depuis 1811, Roussy-le-Village et Roussy-le-Bourg ne forment plus qu'une seule commune.

### Époque contemporaine
En 1826, Basse-Rentgen cède le hameau de Dodenom à la commune de Roussy-le-Village.
Durant la Bataille de France, au début de la Seconde Guerre mondiale, les soldats du peloton des GRM casernés à la Maison-forte de Roussy-le-Village ont  tenté de ralentir l'invasion allemande le 12 mai 1940 en dynamitant le carrefour entre la RN 53 et la RD 56
Le village, libéré en 1944 par l'armée du général George Patton, est traversé par la Voie de la Liberté, jalonnée de bornes commémorant l'événement avec le flambeau de la liberté et l'inscription « Voie de la Liberté 1944 ».
Bettelingen est un ancien village détruit situé sur le ban de la commune.

### Comté de Roussy

Armes primitives du comté.

La partie de l'ancienne terre de Roussy, passée à la maison de Luxembourg, fut donnée par le comte Henri II, fils d'Ermesinde, à  son fils Walram, seigneur de Ligny près Bar et resta dans la descendance de celui-ci sous le titre de comté. De la maison de Luxembourg, le comté de Roussy passa par mariage à celle de Manderscheid ; tombé en partage à l'une des descendantes de cette dernière maison, mariée à un comte de Kœnigseck, ce Roussy fut vendu en adjudication publique en 1718.
Le comté de Roussy se composait de la plus grande partie de Roussy-village et de Roussy-bourg, du village de Boust, de haute et basse Ourthe et de 12 villages, ou grandes fermes situés en 1863 dans le Luxembourg grand-ducal, villages sur lesquels les comtes exerçaient la haute juridiction, en qualité d'avoués des abbayes de Saint-Maximin et de Prüm.
Ce comté, dit autrement comté de Saint-Paul, mouvait en 1701 du roi de France et était le siège d'une justice haute, moyenne et basse.
Les armes primitives de ce comté étaient : d'azur, à deux poissons adossés d'argent. Quand il entra dans le domaine de la maison de Luxembourg, il en prit les armes : d'argent au lion de gueules armé lampassé et couronné d'or, la queue nouée, fourchée et passée en sautoir.

### Seigneurie de Roussy
La descendance de l'une des branches des anciens seigneurs de Roussy a longtemps subsisté à côté du comté de Roussy. Ces seigneurs ont continué de posséder une partie de Roussy-le-Village et l'un des deux châteaux à Roussy-le-Bourg, avec une partie du village qui s'était formée autour des deux châteaux. Divers partages avaient produit des morcellements dans le patrimoine de leurs pères, ce qui résulterait de la circonstance qu'une partie des maisons qui ont continué à leur appartenir dans Roussy-le-Village, avait passé aux seigneurs de Cattenom.

## Politique et administration

### Rattachements administratifs et électoraux

#### Rattachements administratifs
La commune se trouvait  dans l'arrondissement de Thionville-Est du département de la Moselle jusqu'en 2015, année où il fusionne avec l'arrondissement de Thionville-Ouest pour former l'actuel Arrondissement de Thionville
Elle faisait partie depuis 1801 du canton de Cattenom. Dans le cadre du redécoupage cantonal de 2014 en France, cette circonscription administrative territoriale a disparu, et le canton n'est plus qu'une circonscription électorale.

#### Rattachements électoraux
Pour les élections départementales, la commune fait partie depuis 2014 du canton d'Yutz
Pour l'élection des députés, elle fait partie de la neuvieme circonscription de la Moselle.

### Intercommunalité
Roussy-le-Village est membre de la communauté de communes de Cattenom et environs, un établissement public de coopération intercommunale (EPCI) à fiscalité propre créé en 2000 et auquel la commune avait transféré un certain nombre de ses compétences, dans les conditions déterminées par le code général des collectivités territoriales.
Cette intercommunalité succédait à un ancien district créé en 1996.

### Liste des maires
| Période                                  | Période                     | Identité         | Étiquette | Qualité                                                   |
| ---------------------------------------- | --------------------------- | ---------------- | --------- | --------------------------------------------------------- |
| Les données manquantes sont à compléter. |                             |                  |           |                                                           |
| mars 1989                                | 2014                        | Willy Seiwert    |           |                                                           |
| 2014                                     | 2023                        | Benoît Steinmetz |           | Maître de conférences en droit Démissionnaire             |
| juin 2023                                | En cours (au 11 avril 2024) | Joël Immer       |           | Employé civil ou agent de service de la fonction publique |

## Population et société
Les habitants sont appelés les Rodossyens. 

### Démographie
L'évolution du nombre d'habitants est connue à travers les recensements de la population effectués dans la commune depuis 1793. Pour les communes de moins de 10 000 habitants, une enquête de recensement portant sur toute la population est réalisée tous les cinq ans, les populations de référence des années intermédiaires étant quant à elles estimées par interpolation ou extrapolation. Pour la commune, le premier recensement exhaustif entrant dans le cadre du nouveau dispositif a été réalisé en 2008.

En 2022, la commune comptait 1 559 habitants, en évolution de +15,48 % par rapport à 2016 (Moselle : +0,52 %, France hors Mayotte : +2,11 %).
| 1793 | 1800 | 1806 | 1821 | 1836  | 1841  | 1861  | 1866  | 1871  |
| ---- | ---- | ---- | ---- | ----- | ----- | ----- | ----- | ----- |
| 417  | 470  | 477  | 722  | 1 118 | 1 058 | 1 100 | 1 076 | 1 039 |

| 1875  | 1880  | 1885 | 1890 | 1895 | 1900 | 1905 | 1910 | 1921 |
| ----- | ----- | ---- | ---- | ---- | ---- | ---- | ---- | ---- |
| 1 027 | 1 010 | 960  | 939  | 912  | 906  | 932  | 913  | 838  |

| 1926 | 1931 | 1936 | 1946 | 1954 | 1962 | 1968 | 1975 | 1982 |
| ---- | ---- | ---- | ---- | ---- | ---- | ---- | ---- | ---- |
| 800  | 777  | 749  | 570  | 584  | 621  | 614  | 677  | 794  |

| 1990 | 1999 | 2006  | 2008  | 2013  | 2018  | 2022  | - | - |
| ---- | ---- | ----- | ----- | ----- | ----- | ----- | - | - |
| 934  | 962  | 1 120 | 1 165 | 1 284 | 1 387 | 1 559 | - | - |

## Équipements et services publics

### Enseignement
Le groupe scolaire communal Jean-Monnet comprend une école maternelle, « La Souris Verte » et une école primaire « La Plume et l'Encrier », qui accueillent respectivement 71 et 133 enfants à la rentrée 2023-2024,

## Culture locale et patrimoine

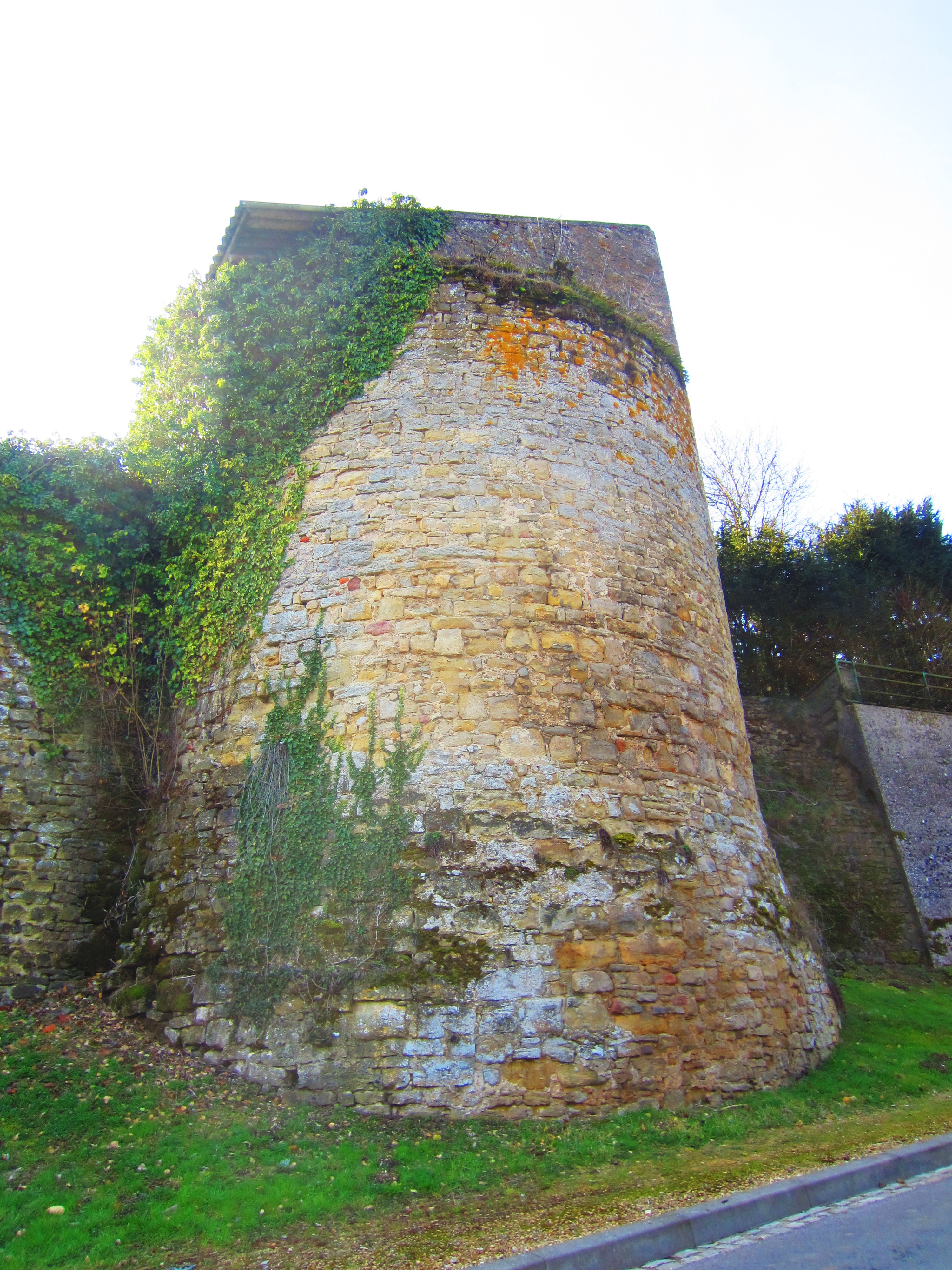
Tour du château de Roussy-Seigneurie.

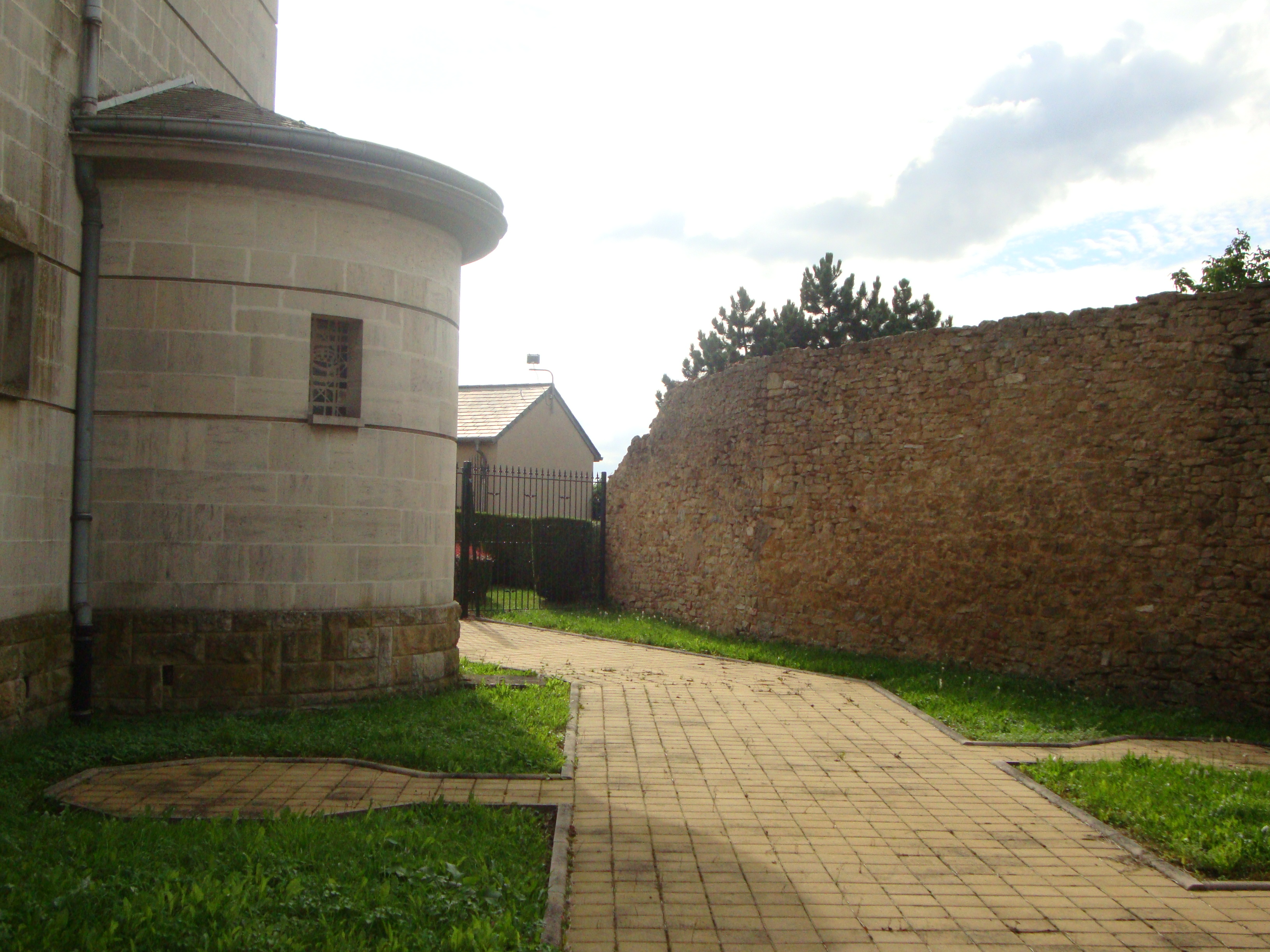
Jardin du Souvenir.

### Lieux et monuments
- Ensemble de deux châteaux : Roussy-Comté et Roussy-Seigneurie. Château de Roussy-Comté cité dès 1131 et formé de trois corps en U sur un plan trapézoïdal. Ensemble de différentes époques de la fin du XVe au milieu du XVIIIe siècle.
- Château fort : château de Roussy-Seigneurie, reconstruit au XIIIe siècle dont subsiste la tour Sud, dite le donjon ; courtines, deux tours est et deux tours Ouest, écrêtées, reconstruites au XIVe siècle ; logis adossé à la courtine Ouest au XVIe siècle ; logis en partie repercé, portail d'entrée dans la courtine Nord et puits construits au XVIIIe siècle ; parties agricoles construites au XIXe siècle. époque de construction : XIIIe siècle ; XIVe siècle ; XVIe siècle ; XVIIIe siècle ; XIXe siècle.
- Château fort : château de Roussy-Comté sans doute reconstruit au XIVe siècle ; logis et chapelle XVIe siècle ; logis repercé au XVIIIe siècle ; puits construit en 1746, date portée sur le puits, par Philippe de Custines ; parties agricoles construites au XIXe siècle.
- Relais de poste, reconstruit au XVIIIe siècle ; il est déjà mentionné en 1699 ; les dépendances qui se trouvaient devant furent rasées au début du XXe siècle ; parties agricoles repercées 1re moitié XXe siècle.
- La Maison forte de Roussy-le-Village, ou Édifice Avancé de la Garde Républicaine Mobile (EA-GRM), est un ouvrage de la ligne Maginot construit vers 1935, l'une des 35 maisons fortes construites à l'époque le long de la frontière franco-belge. Elle protégeait le carrefour proche
Elle est restaurée en 2023[25],[26]. Elle sert depuis de lieu d'exposition.

#### Édifices religieux
- Église paroissiale Saint-Denis, construction XVe ou XVIe siècle, détruite en 1856 ; reconstruite en 1856, détruite en 1941 ; reconstruite de 1953 à 1956 d'après des plans de l'architecte Roland Martinez. Crypte, autel et six statues-reliquaires XVIIIe siècle ; vitraux XXe siècle de Barillet, sculpture contemporaine de Philippe Kaeppelin.
- Chapelle, construite en 1855, date portée sur le linteau de la porte piétonne, pour servir aux offices le temps de la reconstruction de l'église paroissiale.
- Oratoire Sainte-Anne.
- Chapelle Sainte-Croix de Roussy-le-Bourg, construite 1re quart XVIe siècle, agrandie vers 1560, avec la construction du chœur et des bras du transept ; baies repercées et sacristie construite 1re moitié XVIIIe siècle ; porte du mur Sud transférée dans le mur Ouest en 1902 ; campanile transformé en clocher mur en 1950.
- Chapelle Saint-Fiacre de Dodenom, reconstruite en 1752 : autel XVIIIe siècle.
- Presbytère construit en 1707.

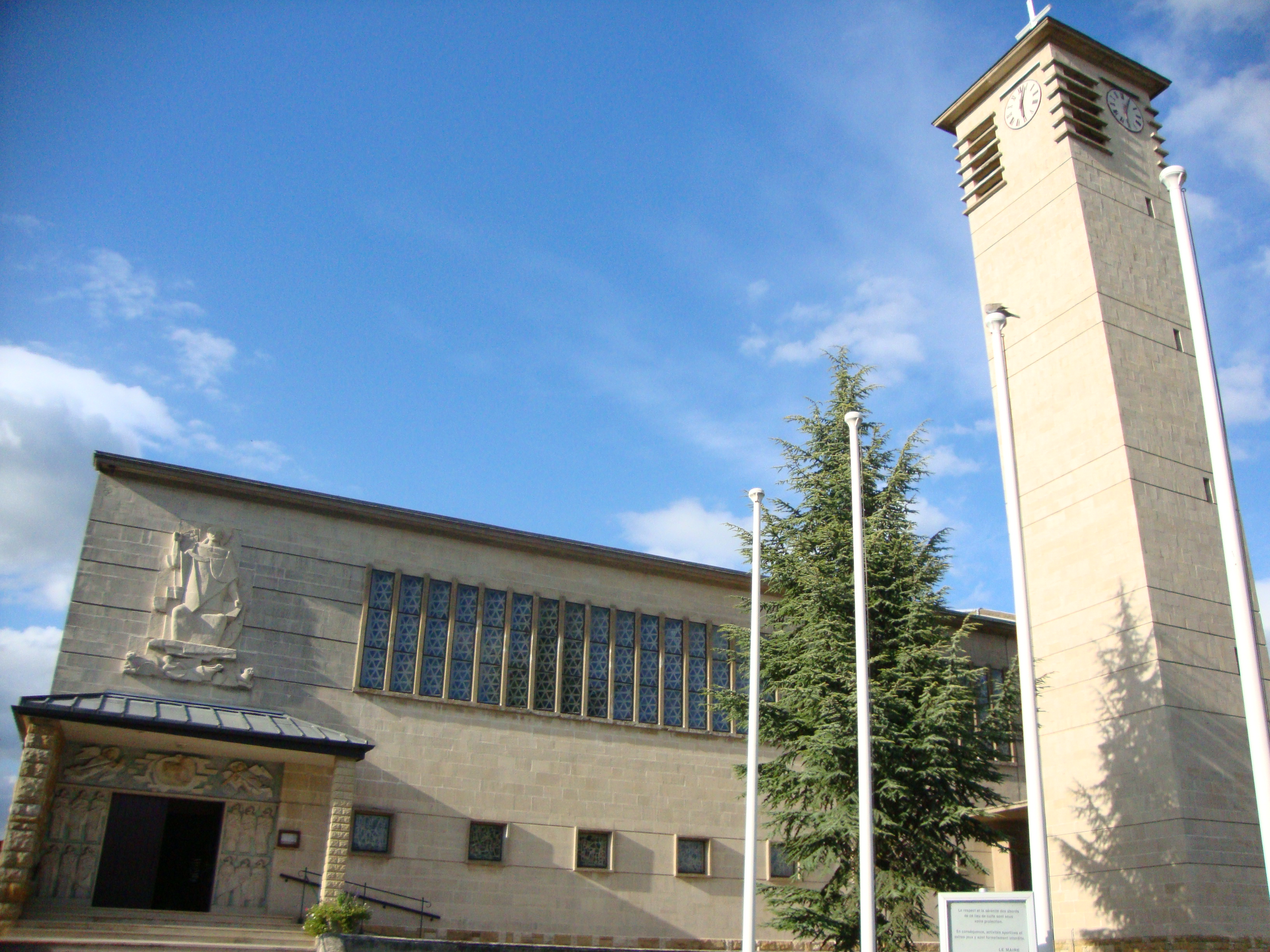
Église Saint-Denis de Roussy-le-Village.
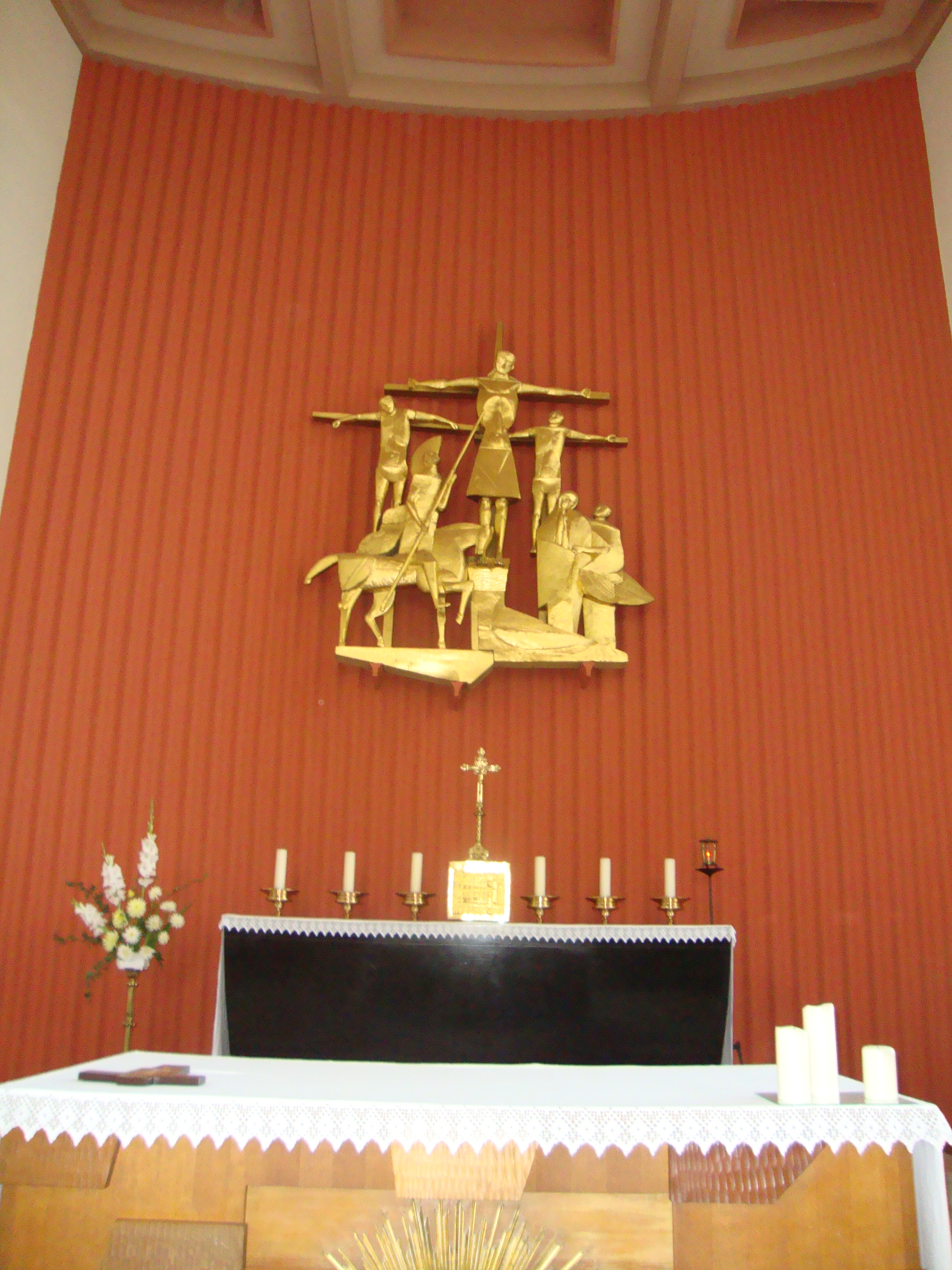
Chœur de l'église Saint-Denis.
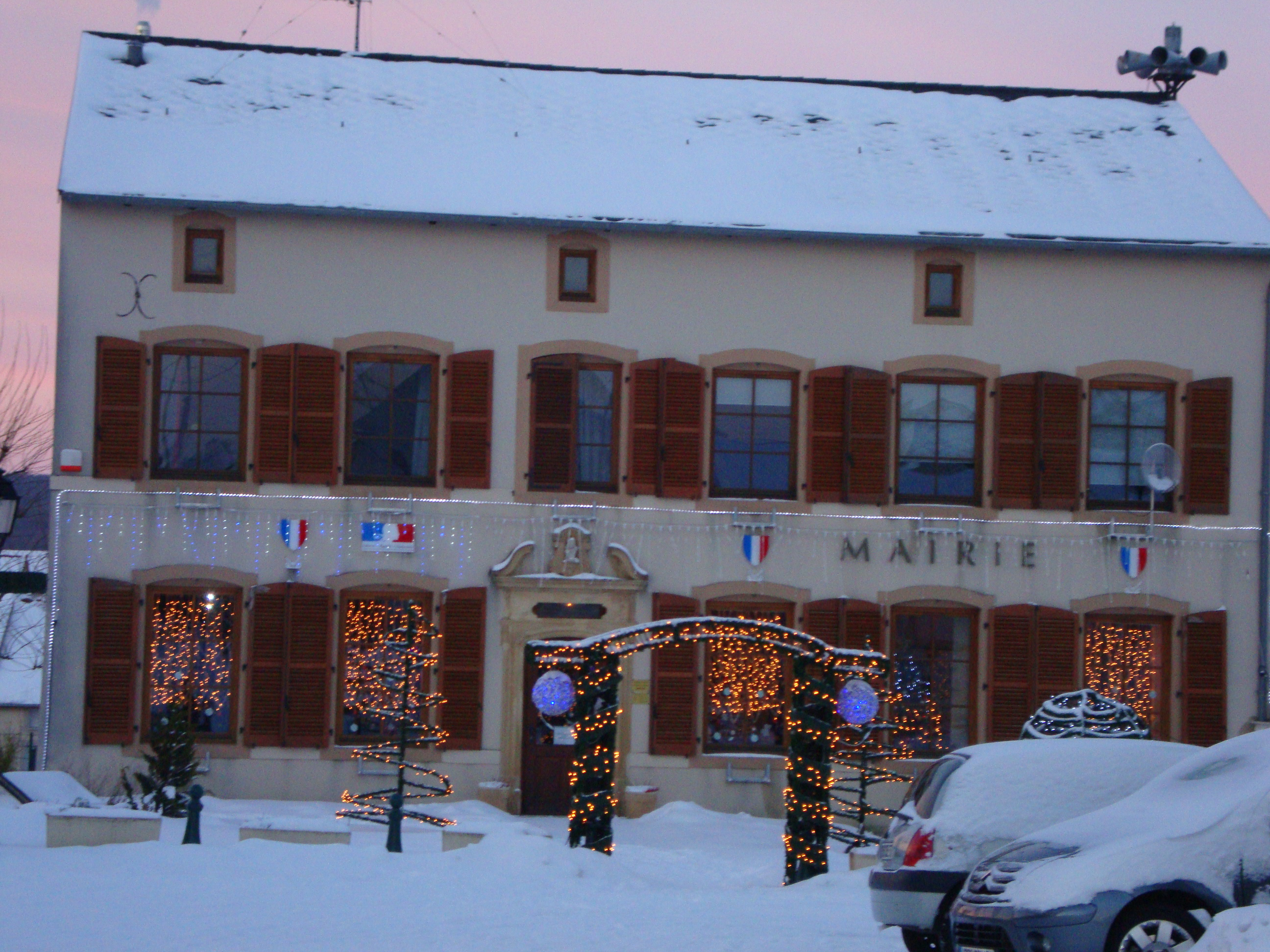
Mairie de Roussy-le-Village, en hiver.
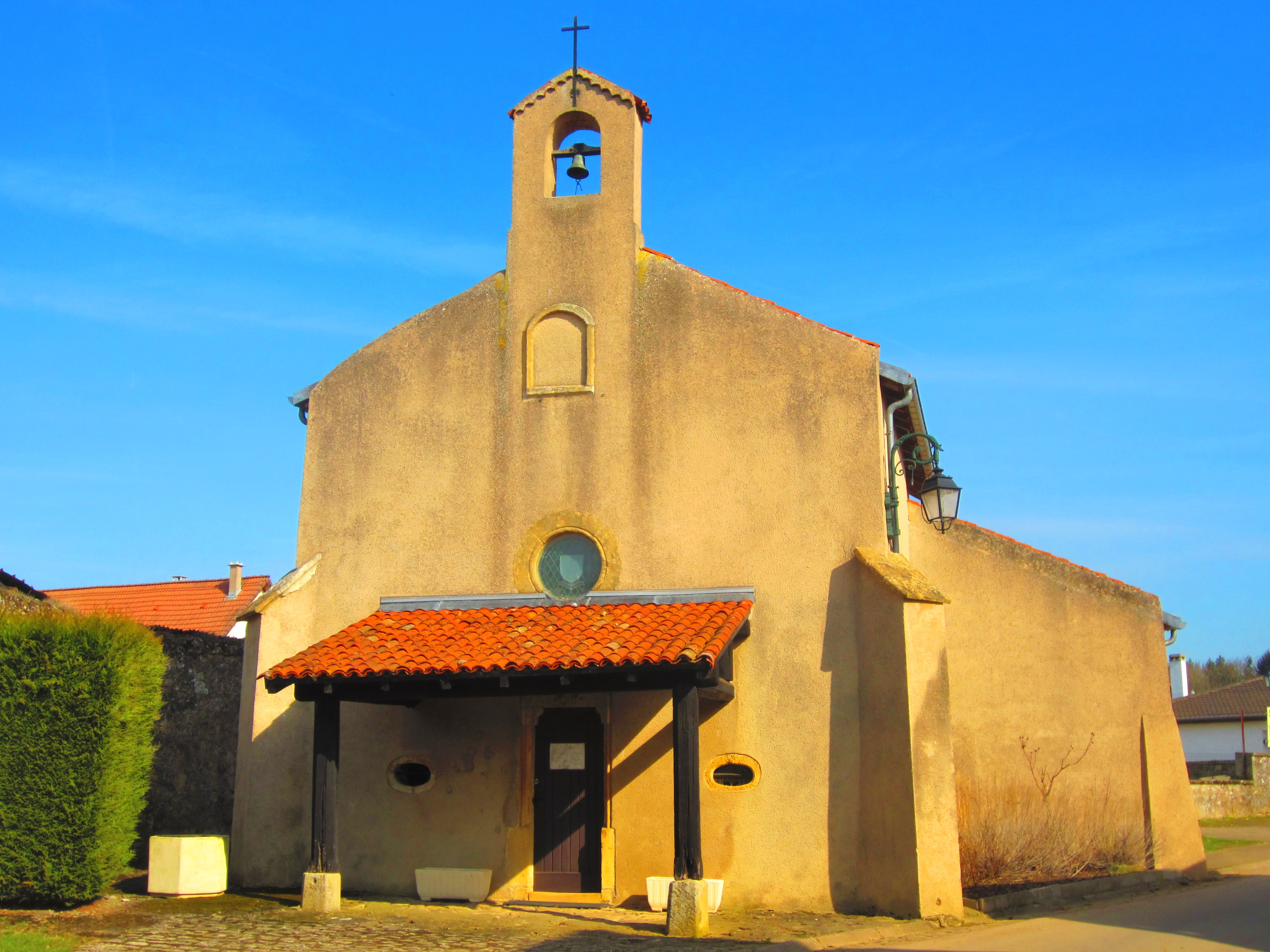
Chapelle Sainte-Croix à Roussy-le-Bourg.
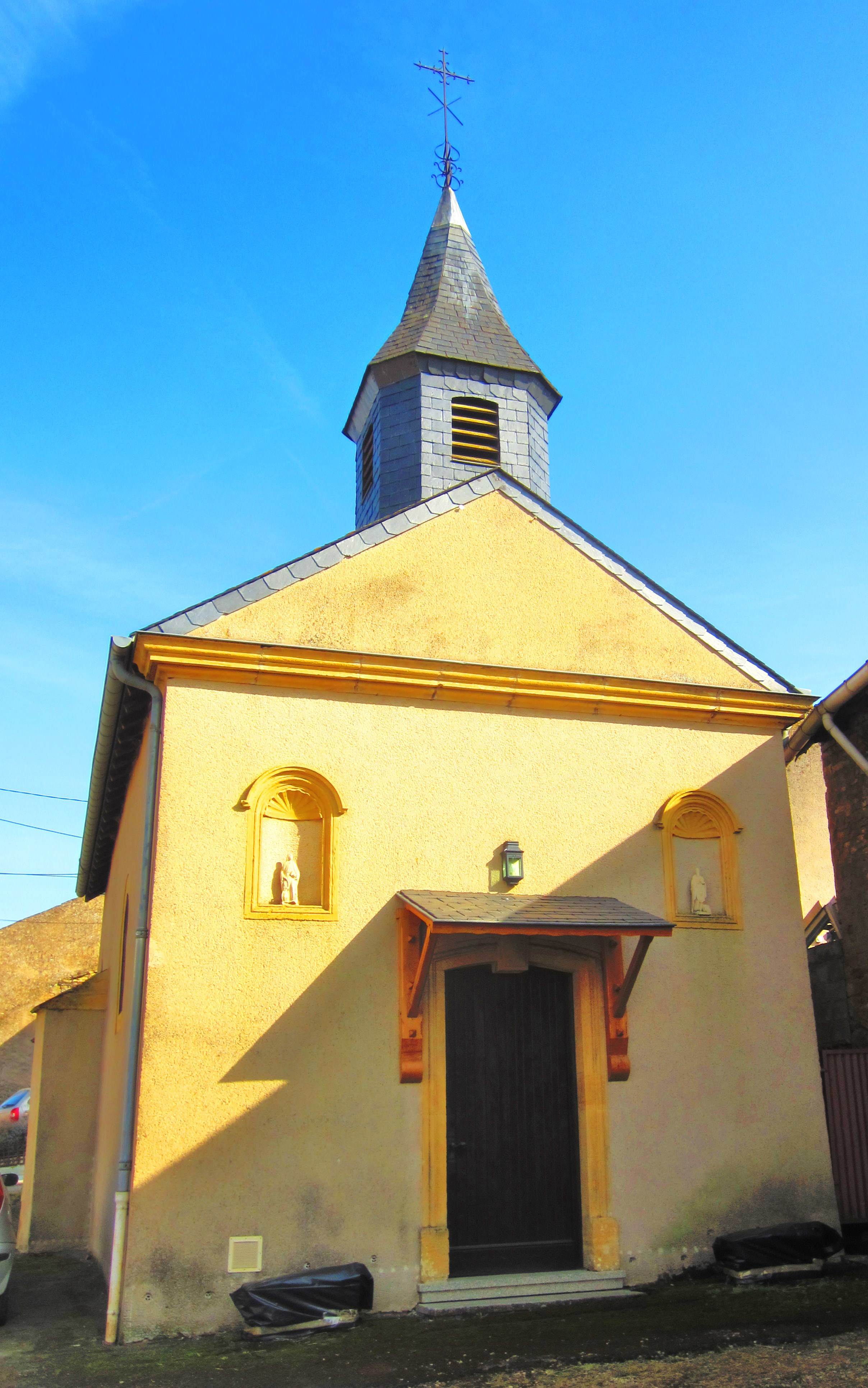
Chapelle Saint-Fiacre à Dodenom.
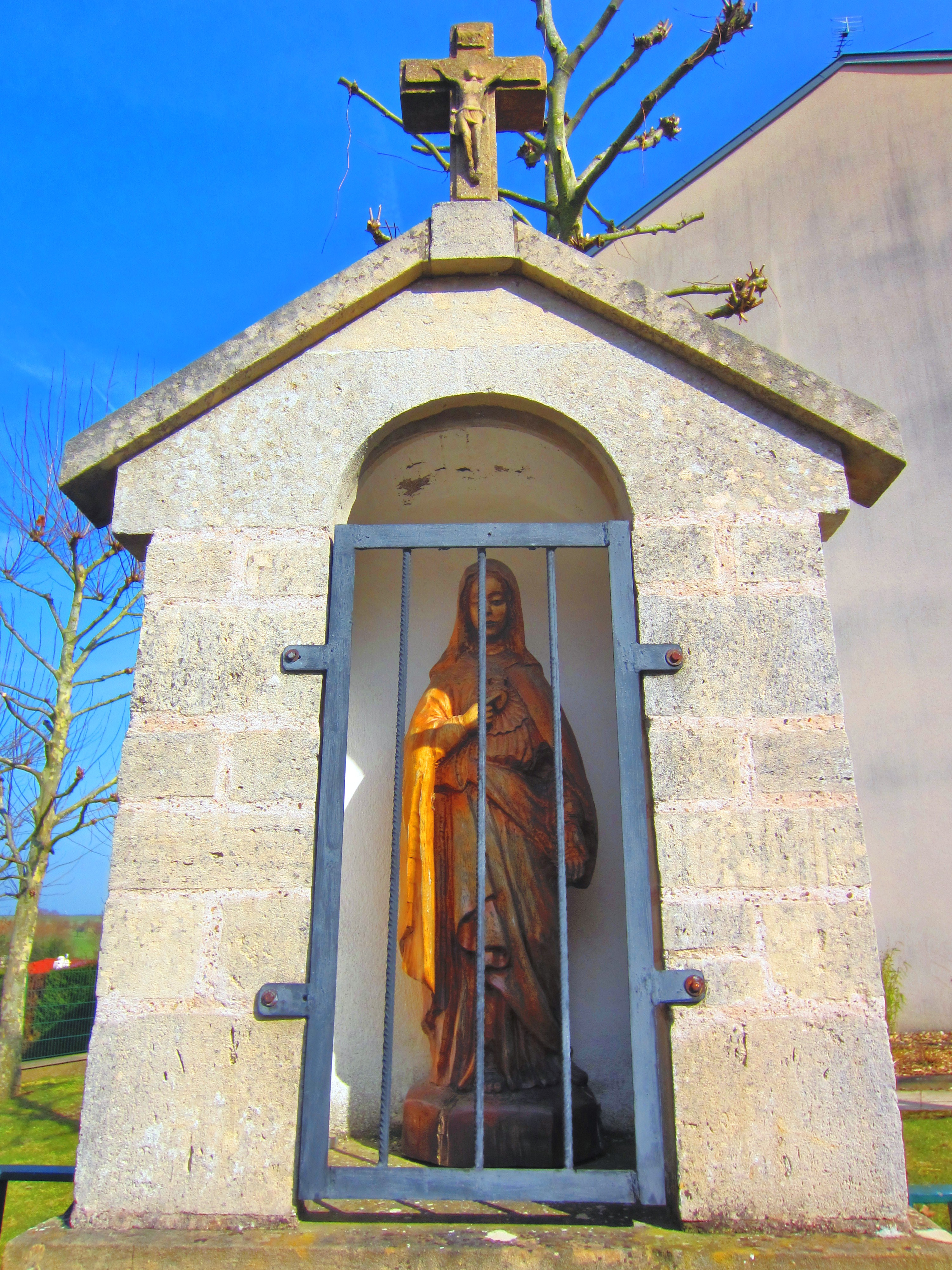
Oratoire Sainte-Anne.
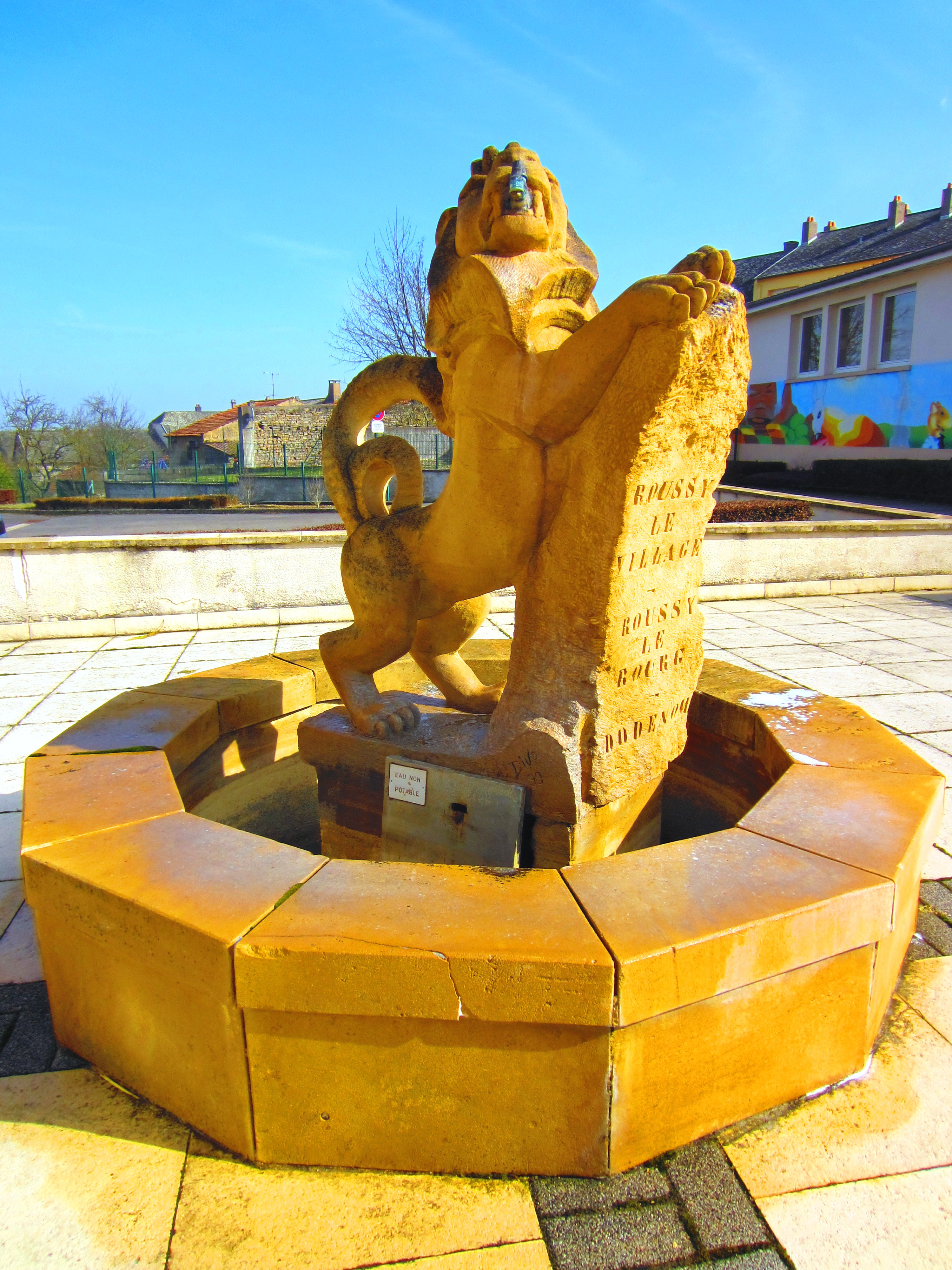
La fontaine de la mairie.

### Personnalités liées à la commune
- François Flameng, peintre officiel des armées, dont les nombreux croquis et dessins des combats qui eurent lieu ici pendant la Grande Guerre parurent dans la revue L'Illustration.
- Nicolas Jung (1852-1924), homme politique lorrain, y est né. Il est député du Landtag d'Alsace-Lorraine de 1911 à 1918 et maire de Metz de 1922 à 1924.

### Surnoms des habitants
Les surnoms des habitants sont « Die Ranger Klepper » (les batailleurs de Roussy) et « Die Hu’eren » (les autours)

### Héraldique
| Blason de Roussy-le-Village | Blason  | D'argent au lion à la queue fourchée, nouée et passée en sautoir, de gueules, couronné, armé et lampassé d'or. |
| Blason de Roussy-le-Village | Détails | Le statut officiel du blason reste à déterminer.                                                               |